# Jana Gantnerová-Šoltýsová
Jana Soltysova, née le 30 septembre 1959 à Kezmarok, est une ancienne skieuse alpine tchécoslovaque.
Elle est la première skieuse alpine originaire des pays de l'Est à avoir remporté une épreuve de la coupe du monde de ski, la descente d'Altenmarkt, le 17 décembre 1980.

## Coupe du monde
- Meilleur résultat au classement général : 13e en 1980
  - 1 victoire : 1 descente

### Saison par saison
- Coupe du monde 1976 :
  - Classement général : 40e
- Coupe du monde 1979 :
  - Classement général : 33e
- Coupe du monde 1980 :
  - Classement général : 13e
- Coupe du monde 1981 :
  - Classement général : 21e
    - 1 victoire en descente : Altenmarkt
- Coupe du monde 1982 :
  - Classement général : 63e
- Coupe du monde 1983 :
  - Classement général : 29e
- Coupe du monde 1984 :
  - Classement général : 30e
- Coupe du monde 1985 :
  - Classement général : 66e

## Arlberg-Kandahar
- Meilleur résultat : 7e place dans la descente 1983-84 à Val-d'Isère